# Caja fuerte

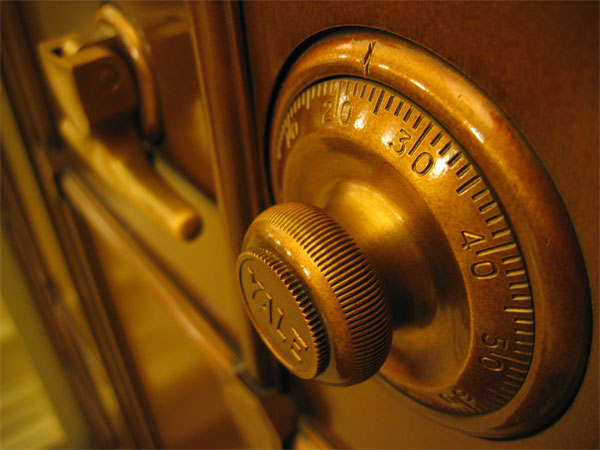
Rueda para introducir la combinación de números en la caja

Una caja fuerte o caja de seguridad es un compartimiento de seguridad ideado para que su apertura sea muy difícil a personas no autorizadas y así poder guardar elementos de valor. Por lo general son fabricadas en un metal extremadamente resistente; suelen ser muy pesadas y constan de un sistema de cierre que solo se puede abrir mediante claves secretas, y estas claves pueden cambiarse para preservar más aún la seguridad. Una versión menos segura (sólo adecuada para caja menor) se llama una caja de caudales.
Para acceder al contenido que hay en estas cajas fuertes es necesario saber la contraseña.
- En las cajas fuertes antiguas (todavía se producen de este tipo) se utiliza una especie de rueda que da vueltas a la izquierda y a la derecha. Hay que moverla determinados golpecitos o "ticks" hacia ambos lados hasta que abra.

- En las cajas fuertes modernas se utilizan sistemas de seguridad electrónicos, como son el digital una contraseña (por lo general numérica, aunque hay algunos más modernos que permiten alfanuméricas) o algún método biométrico (lector de huellas digitales, lector del iris, etc).

Es muy común ver en las películas que estas cajas son escondidas detrás de pinturas colgadas en la pared.

## Como abrir una caja fuerte
Los tipos de apertura de las cajas fuertes vienen sujetos a las distintas configuraciones que permiten las cerraduras que componen el sistema de cierre. Las distintas configuraciones de las cerraduras son:
- Cerradura de doble paletón
- Cerradura de triple paletón
- Cerradura de doble intervención
- Cerradura de triple intervención

Todas las cerraduras se pueden configurar con llaves maestras simultáneas o independientes.

## Tipos de cajas fuertes

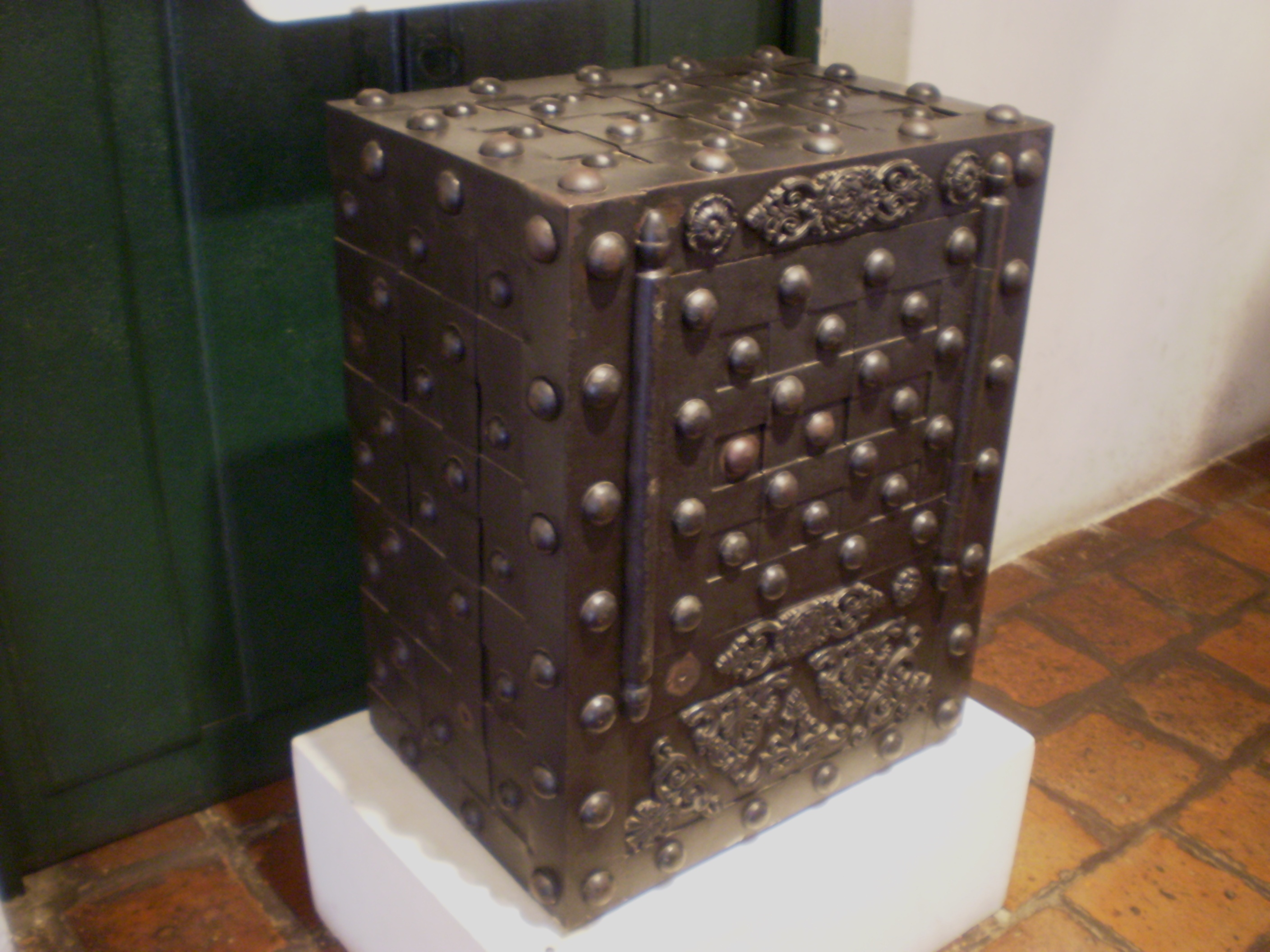
Caja de caudales del (Virreinato del Río de la Plata)

Hay varios tipos de cajas fuertes, dependiendo de dónde estén ubicadas. Por ejemplo las hay ubicadas en viviendas, que no son muy sofisticadas y que en la actual legislación española no están sometidas a ninguna prueba de calidad, por lo que las encontramos con diversos espesores de puerta y cuerpo.
Las hay en joyerías, que ya son más sofisticadas. Las de los bancos pequeños tienen apertura retardada para evitar los atracos rápidos, y las de las sedes centrales de empresas y bancos son totalmente acorazadas, de difícil acceso a las mismas y con enormes controles de seguridad. Todo este tipo de cajas fuertes están reguladas por una normativa europea que las cataloga en diferentes grados: I (arma larga), II, III (arma corta), IV (joyerías, bancos...), V, VI, etc., según su grado de resistencia.

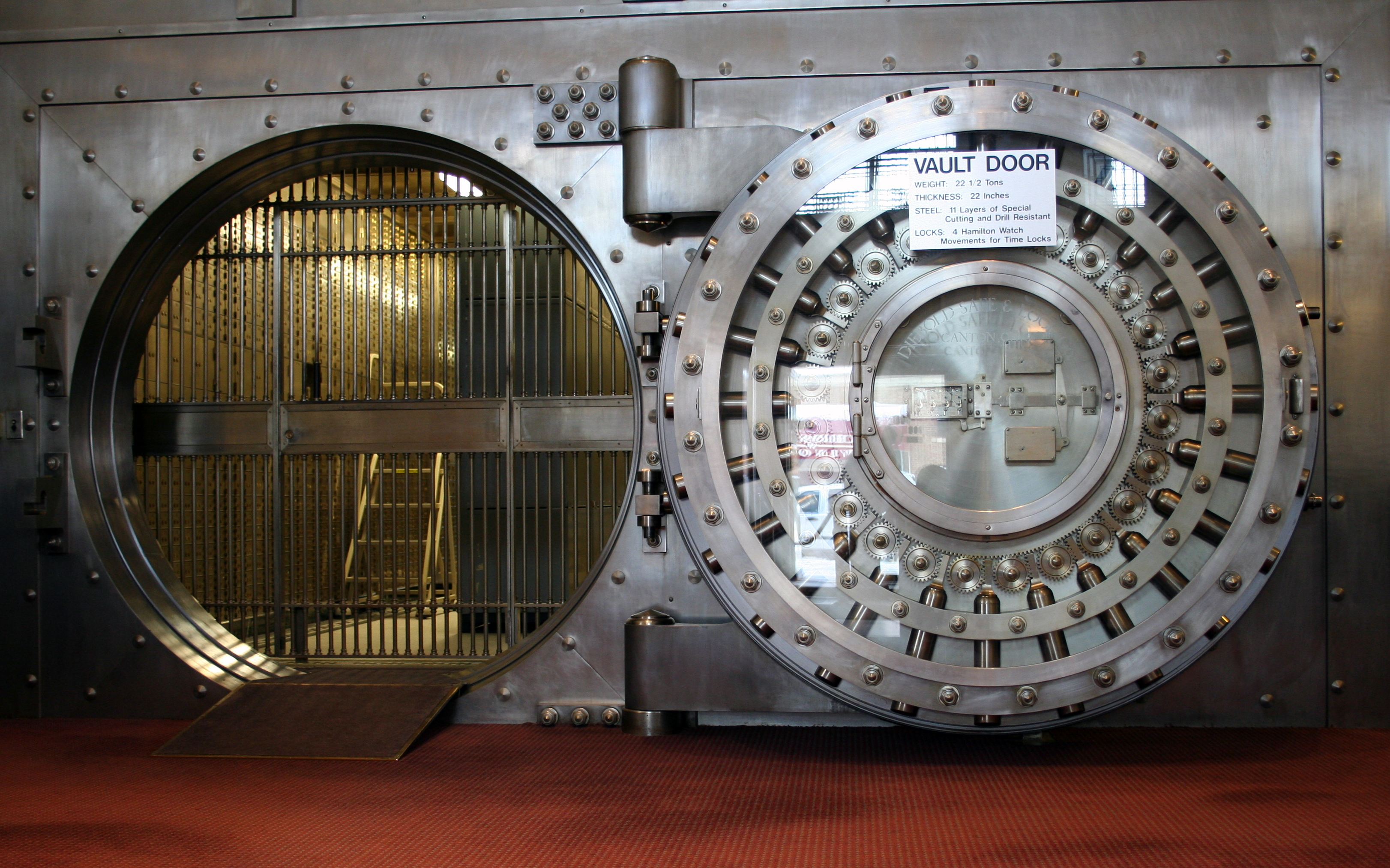
Cámara acorazada de un banco

Las cajas fuertes domésticas están divididas en dos grandes categorías: sobreponer y empotrar. Las de sobreponer se anclan por medio de tornillos en base y lados de la caja, mientras que las de empotrar se introducen en la pared. Aunque estas últimas requieren mayor esfuerzo en su colocación, se camuflan mejor y al estar recubiertas por las paredes de la casa, resisten mejor un ataque.
Las cajas de uso doméstico, al no existir regulación alguna sobre ellas, tienen una variación en los espesores de la puerta que van desde los 2 mm hasta los 15mm con refuerzo de chapa de acero al manganeso (muy resistente al taladro).
Respecto a los sistemas de apertura, esta clase de cajas pueden tener los siguientes:
- Solo llave
- Llave + combinación mecánica
- Llave + combinación electrónica
- Combinación electrónica motorizada

## Cajas fuertes para usos específicos
Algunas cajas fuertes tienen usos muy específicos y/o determinados por la legislación vigente como pueden ser los armeros, tanto para arma larga como para arma corta, o las cajas fuertes destinadas a establecimientos especiales estaciones de servicio, loterías, joyerías, etc.

### Armeros
Los armeros son cajas fuertes diseñadas especialmente para la guarda y custodia de armas de fuego. Al tratarse las armas de fuego de objetos potencialmente peligrosos, es recomendable, e incluso de obligado cumplimiento por ley en muchos casos, el uso de un contenedor que las mantenga debidamente custodiadas y a salvo de posibles robos o usos indebidos.
Estas cajas fuertes pueden o no estar homologadas dependiendo de la necesidad del usuario y de que las armas que vaya a contener estén sujetas a una determinada legislación.

#### Armeros homologados
Los armeros homologados son cajas fuertes que cumplen con la legislación vigente y han superado una serie de normas establecidas por organismos oficiales. Esta homologación ofrece una serie de grados de seguridad en función de las pruebas superadas en los ensayos que establece la norma. Los armeros homologados se dividen a su vez en armeros para armas largas y armeros para armas cortas, y están sujetos a la resolución del 26 de noviembre de 1998, de la Dirección General de la Guardia Civil:
- Armeros para arma larga, que requieren un nivel mínimo de seguridad Grado I. Destinados a custodiar armas largas rayadas y cañones 2ª2 para uso particular.
- Armeros para arma corta, que requieren un nivel mínimo de seguridad Grado III. Destinados a custodiar armas cortas de licencia F para uso particular. También como armeros para empresas de seguridad o establecimientos con servicio de vigilancia armada.

#### Armeros no homologados
Los armeros no homologados, por su parte, son cajas fuertes con un diseño especial para la custodia de armas de fuego que no requieren por ley un grado determinado de seguridad. Es el caso de las escopetas de caza y otras armas del estilo.

### Cajas fuertes ignífugas
Las cajas fuertes ignífugas están diseñadas para proteger documentos, soportes informáticos, dinero en efectivo y cualquier objeto de valor de los posibles efectos perjudiciales del fuego durante un incendio.
Muchas de las cajas ignífugas son además resistentes a la humedad y al agua debido a las características herméticas propias de muchas las cajas ignífugas.
Para conseguir un aislamiento correcto de los objetos contenidos en el interior, las cajas ignífugas cuentan con un relleno de materiales altamente resistentes al fuego y con puntos de fusión muy elevados. Algunos de los materiales empleados son la perlita y la vermiculita.

#### Clasificación de las cajas ignífugas
Las cajas fuertes ignífugas suelen clasificarse dependiendo de la temperatura máxima alcanzada en su interior y cuánto tiempo se resiste dicho nivel de protección sin que los objetos contenidos en su interior se deterioren. 
La temperatura en un incendio puede puede alcanzar los 3000 °C y su duración es totalmente impredecible
- Las cajas ignífugas certificadas para documentos de papel no deben superar los 150 °C en el interior durante un incendio.
- Las cajas destinadas a custodiar grabaciones o cintas magnéticas no superar en su interior los 65 °C.
- Las cajas donde se guarden unidades ópticas (CD o DVD) y discos duros de ordenador no deben superar en su interior los 50 °C.

#### Normativas
Las tres normas de ensayo más comunes para cajas ignífugas son la europea EN 1047-1, la escandinava NT FIRE 017 y la americana UL 72.
Las tres normas definen unos determinados ensayos que deben superar las cajas fuertes para conceder la certificación correspondiente.
Para cada norma los niveles de resistencia son los indicados a continuación:

##### EN 1047-1
- S60P: 60 minutos (papel)
- S120P: 120 minutos (papel)
- S60DIS: 60 minutos (soportes informáticos)
- S120DIS: 120 minutos (soportes informáticos)

##### NT FIRE 017
- 60 Paper: 60 minutos (papel)
- 120 Paper: 120 minutos (papel)
- 60 Diskette: 60 minutos (soportes informáticos)
- 120 Diskette: 120 minutos (soportes informáticos)

##### UL 72
- Class 350 1/2 Hour: 30 minutos (papel)
- Class 350 1 Hour: 60 minutos (papel)
- Class 350 2 Hours: 120 minutos (papel)
- Class 125 1 Hour: 60 minutos (soportes informáticos)
- Class 125 2 Hours: 120 minutos (soportes informáticos)

En España La normativa aplicable en la actualidad es:
UNE-EN-1143-1__2019
Unidades de almacenamiento de seguridad. Requisitos, clasificación y métodos de ensayo para resistencia al robo. Parte 1: Cajas fuertes, cajas fuertes de ATM, puertas y cámaras acorazadas.